# Organització Marítima Internacional
L'Organització Marítima Internacional (OMI, en anglès IMO) és un organisme especialitzat de les Nacions Unides que promou la cooperació entre Estats i la indústria de transport per millorar la seguretat marítima i per prevenir la contaminació marina. Recents iniciatives de l'OMI han inclòs reformes al Conveni Internacional per a la Seguretat de la Vida Humana en el Mar (SOLAS) i al Conveni Internacional per prevenir la contaminació pels Bucs (MARPOL 73/78). La seva seu es troba a Londres, Regne Unit.
Les seves primeres reunions daten de 1959. Originalment, tenia caràcter consultiu, per la qual cosa la hi coneixia com OCMI (Organització Consultiva Marítima Internacional) o IMCO per les seves sigles en anglès i les seves recomanacions eren de caràcter optatiu.

## Història
L'OMI es va crear el 1948 arran d'una conferència de les Nacions Unides celebrada a Ginebra per regular la seguretat de la navegació en un marc internacional. Fins aleshores, els convenis internacionals d'aquest tipus s'havien iniciat a poc a poc, en particular el Conveni per a la Seguretat de la Vida Humana al Mar (SOLAS), adoptat per primera vegada el 1914 després de la catàstrofe del Titanic. Sota el nom d'Organització Consultiva Marítima Intergovernamental (OCMI), la primera tasca de l'OMI va ser actualitzar el conveni SOLAS; el conveni resultant del 1960 va ser posteriorment refós i actualitzat el 1974 i és aquest conveni el que ha estat modificat i actualitzat posteriorment per adaptar-se als canvis en els requisits de seguretat i en la tecnologia.
Quan la IMCO va iniciar les seves activitats el 1959, alguns altres convenis preexistents van passar a estar sota els seus auspicis, entre els quals destaca el Conveni Internacional per Prevenir la Contaminació del Mar per Hidrocarburs (OILPOL) del 1954. El gener del 1959, l'OMI va començar a mantenir i promoure el Conveni OILPOL de 1954. Sota la direcció de l'OMI, el conveni va ser esmenat el 1962, 1969 i 1971. Les primeres reunions de l'acabada de crear IMCO es van celebrar a Londres el 1959.
A mesura que es desenvolupaven el comerç i la indústria del petroli, molts professionals van començar a reconèixer la necessitat d'introduir millores en la prevenció de la contaminació per hidrocarburs al mar. Això es va fer cada vegada més evident el 1967, quan el petrolier Torrey Canyon va vessar 120.000 tones de cru en encallar entrant al Canal de la Mànega. L'encallament del Torrey Canyon va ser l'incident més gran de contaminació per petroli registrat fins aleshores. Aquest incident va donar lloc a una sèrie de nous convenis.
L'OMI va celebrar una sessió d'emergència del Consell per tractar la necessitat de replantejar la normativa relativa a la contaminació marítima. El 1969, l'Assemblea de l'OMI va decidir organitzar el 1973 una reunió internacional dedicada a aquest tema. L'objectiu que es perseguia era elaborar un acord internacional per controlar la contaminació ambiental general provocada pels vaixells quan es troben a alta mar. Durant els anys següents, l'OMI va posar sobre la taula una sèrie de mesures destinades a prevenir els accidents de grans vaixells i a minimitzar-ne els efectes. També va detallar com fer front a l'amenaça mediambiental causada per les tasques rutinàries dels vaixells, com ara la neteja dels tancs de càrrega de petroli o l'eliminació dels residus de la sala de màquines. Per tonatge, això suposava un problema més gran que la contaminació accidental. L'avenç més significatiu sorgit d'aquesta conferència va ser el Conveni internacional per prevenir la contaminació pels vaixells del 1973, inclou no només la contaminació accidental i operativa per hidrocarburs, sinó també diferents tipus de contaminació per productes químics, mercaderies embalades, aigües residuals, escombraries i contaminació atmosfèrica. El MARPOL original es va signar el 17 de febrer de 1973, però no va entrar en vigor per falta de ratificacions. El conveni actual és una combinació del Conveni del 1973 i el Protocol del 1978. Va entrar en vigor el 2 d'octubre del 1983. El maig del 2013, 152 Estats, que representen el 99,2% del tonatge marítim mundial, són signataris del conveni MARPOL.
A més de les actualitzacions de MARPOL i SOLAS, l'OMI va facilitar l'actualització de diversos convenis marítims internacionals a mitjans i finals del segle xx, com ara el Conveni Internacional sobre Línies de Càrrega de 1966 (que va substituir un conveni anterior de 1930), el Reglament Internacional per Prevenir els Abordatges al Mar de 1972 (que també va substituir un conjunt de normes anteriors) i el Conveni STCW de 1978. El 1975, l'assemblea de l'OMI va decidir que les futures convencions del Conveni Internacional per a la Seguretat de la Vida Humana al Mar (SOLAS) i altres instruments de l'OMI utilitzarien exclusivament unitats del SI, per la qual cosa el transport marítim és un dels pocs sectors industrials que continua utilitzant unitats no mètriques, com la milla nàutica (nmi) per a la distància i els nusos (kn) per a la velocitat.
El 1982, la IMCO va passar a denominar-se Organització Marítima Internacional (OMI). Al llarg de la seva existència, l'OMI ha continuat elaborant convenis nous i actualitzats sobre una àmplia gamma de qüestions marítimes que abasten no només la seguretat de la vida humana i la contaminació marina, sinó també la seguretat de la navegació, la cerca i el salvament, la remoció de restes de naufragis, el mesurament de l'arqueig, la responsabilitat i indemnització, el reciclatge de vaixells, la formació i titulació de la gent de mar i la pirateria. Més recentment, el Conveni SOLAS ha estat esmenat per prestar més atenció a la seguretat marítima a través del Codi Internacional per a la Protecció dels Vaixells i de les Instal·lacions Portuàries (PBIP). L'OMI també s'ha centrat més en les emissions de fum dels vaixells. El 1983, l'OMI va crear la Universitat Marítima Mundial a Malmö (Suècia) i va facilitar l'adopció del Codi CIG. El 1991, l'OMI va facilitar l'adopció del Codi Internacional de Grans.
El desembre de 2002, l'OMI va promulgar noves esmenes al Conveni SOLAS de 1974. Aquestes esmenes van donar lloc al Codi Internacional per a la Protecció dels Vaixells i de les Instal·lacions Portuàries (PBIP), que va entrar en vigor l'1 de juliol de 2004. El concepte del codi és proporcionar defenses estratificades i redundants contra el contraban, el terrorisme, la pirateria, els polissons, etc. El Codi PBIP obliga la majoria dels vaixells i les instal·lacions portuàries dedicats al comerç internacional a establir i mantenir procediments de protecció estrictes, tal com s'especifica als Plans de Protecció del Vaixell i als Plans de Protecció de les Instal·lacions Portuàries.

## Seu

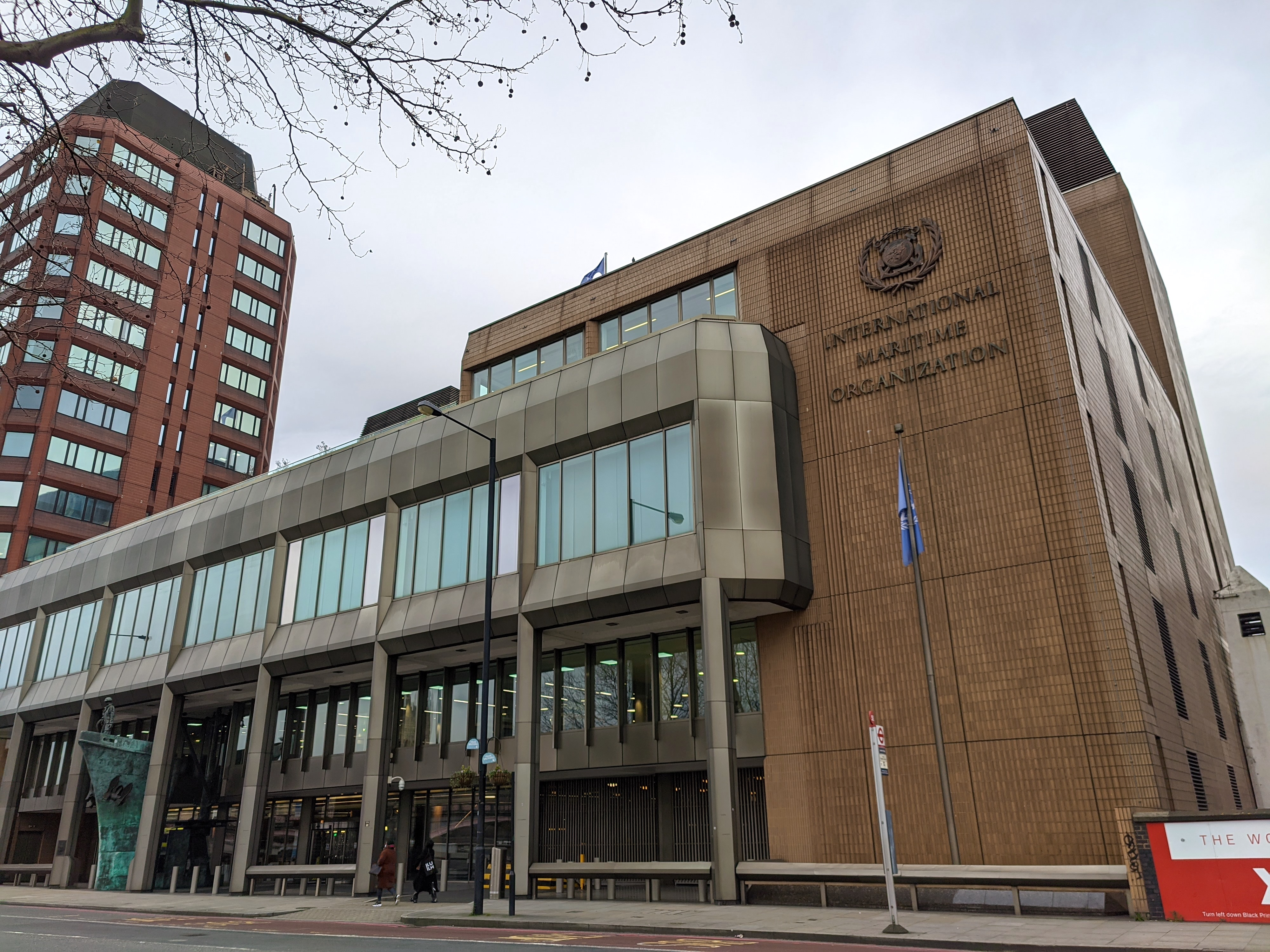
Seu oficial de l'OMI a Londres

La seu de l'OMI es troba en un gran edifici construït expressament davant del riu Tàmesi, a l'Albert Embankment, a Lambeth, Londres. L'organització es va traslladar a la seva nova seu a finals de 1982, i l'edifici va ser inaugurat oficialment per la Reina Elisabet II el 17 de maig de 1983. Els arquitectes de l'edifici van ser Douglass Marriott, Worby & Robinson. La façana de l'edifici està dominada per una escultura de bronze de set metres d'alçada i deu tones de pes que representa la proa d'un vaixell, amb un marí solitari vigilant. L'anterior seu de l'OMI es trobava al 101 Piccadilly (actual seu de l'Ambaixada del Japó), abans al 22 Berners Street a Fitzròvia i originalment a Chancery Lane.

## Estructura
L'OMI es compon d'una Assemblea, un Consell i cinc Comitès principals. L'organització està dirigida per un secretari general. Diversos Subcomitès donen suport al treball dels principals comitès tècnics.

## Membres

Organització Marítima Internacional el 2022:
estats membres
membres associats

Per convertir-se en membre de l'OMI, els Estats han de ratificar un tractat multilateral conegut com a Conveni sobre l'Organització Marítima Internacional. El 2020, l'OMI comptava amb 175 estats membres, 174 membres de l'ONU i les Illes Cook. El primer Estat que va ratificar el conveni va ser Canadà el 1948. Els tres membres més recents en incorporar-se van ser Armènia i Nauru (que es van convertir en membres de l'OMI el gener i maig del 2018, respectivament) i Botswana (que es va incorporar a l'OMI l'octubre de 2021).

## Instruments legals
L'OMI és la font d'uns 60 instruments jurídics que orienten el desenvolupament normatiu dels estats membres per millorar la seguretat al mar, facilitar el comerç entre els Estats marítims i protegir el medi ambient marítim. Els més coneguts són el Conveni Internacional per a la Seguretat de la Vida Humana al Mar (SOLAS) i el Conveni Internacional per Prevenir la Contaminació pels Vaixells (MARPOL). Altres són el Fons Internacional d'Indemnització de Danys Causats per la Contaminació d'Hidrocarburs (FIDAC). També funciona com a dipositari de tractats encara per ratificar, com el Conveni internacional sobre responsabilitat i indemnització de danys en relació amb el transport marítim de substàncies nocives i potencialment perilloses, 1996 (Conveni SNP) i el Conveni internacional de Nairobi sobre remoció de restes de naufragi (2007).
L'OMI promulga periòdicament reglaments, que són aplicats àmpliament per les autoritats marítimes nacionals i locals dels països membres, com ara el Reglament Internacional per Prevenir els Abordatges (COLREG). L'OMI també ha promulgat una autoritat de control per l'Estat rector del port (PSC), que permet a les autoritats marítimes nacionals, com els guardacostes, inspeccionar els vaixells de bandera estrangera que facin escala als ports dels nombrosos estats rectors de ports. Alguns països han signat memoràndums d'entesa (protocols) que unifiquen els procediments de control per l'Estat rector del port entre els signataris.
- Conveni MARPOL
  - Annex I de MARPOL
- Conveni SOLAS
  - Codi IMDG
  - Codi IGS
  - Codi PBIP
  - Codi Polar
  - Codi IGF
  - Codi CIG
- Convenció STCW
- Codi Internacional de Senyals
- Conveni internacional per a la gestió de l'aigua de llast
- Conveni internacional sobre responsabilitat civil per danys deguts a la contaminació per hidrocarburs (Conveni CLC)
- Conveni internacional sobre cerca i salvament marítims (Conveni SAR)
- Conveni internacional sobre cooperació, preparació i lluita contra la contaminació per hidrocarburs (OPRC)
- Conveni SNP
- Reglament internacional per prevenir els abordatges al mar (COLREG)
- Conveni internacional sobre línies de càrrega (CLL)
- Conveni internacional sobre la constitució d'un fons internacional d'indemnització de danys deguts a contaminació per hidrocarburs (FUND92)
- Conveni per a la repressió d'actes il·lícits contra la seguretat de la navegació marítima (Conveni SUA)
- Conveni internacional sobre el control dels sistemes antiincrustants perjudicials als vaixells (Conveni AFS)

L'OMI també és responsable de publicar el Codi Internacional de Senyals per a ús entre vaixells mercants i navals.